# Dolní dutá žíla
Dolní dutá žíla (latinsky: vena cava inferior, ve veterinární medicíně v. cava caudalis), je hlavní žíla přivádějící do srdce odkysličenou krev z dolní poloviny těla, tj. z dolních končetin, z pánve a dutiny břišní. Vzniká spojením společných kyčelních žil (vena iliaca communis dextra et sinistra), probíhá retroperitoneálně podél páteře, vpravo od sestupné aorty, prochází bránicí skrz foramen venae cavae a vstupuje do srdce, kde ústí do pravé síně.
Dolní dutá žíla anastomosuje s vena azygos a žilními pleteněmi podél míchy. Žilní spojky mezi horní a dolní dutou žílou se nazývají kavokavální anastomózy.

## Přítoky
- společné kyčelní žíly (vv. iliacae communes)
- bederní žíly (vv. lumbales)
- pravá gonadální žíla (v. ovarica dx. u ženy nebo v. testicularis dx. u muže)
- ledvinné žíly (vv. renales)
- pravá nadledvinná žíla (v. suprarenalis dx.)
- jaterní žíly (vv. hepaticae)
- dolní brániční žíly (vv. phrenicae inferiores)

Poznámka: Levá gonadální a levá nadledvinná žíla se obvykle vlévají do levé ledvinné žíly (v. renalis sin.).